# Número cuántico magnético
El número cuántico magnético generalmente denotado como M es uno de los cuatro números cuánticos que caracterizan el estado cuántico de un electrón ligado de un átomo. Estos cuatro números cuánticos son:
El número cuántico principal, designado como n.
El número cuántico azimutal, designado como l
El número cuántico magnético, designado como m
Y el número cuántico de espín, designado como s
Que especifican el estado cuántico completo y único de un solo electrón en un átomo, denominado como su función de onda u orbital atómico. Esta función de onda, es una solución de la ecuación de Schrödinger, que para el caso de un electrón dentro de un puede reducirse a tres ecuaciones diferenciales ordinarias, cada una de ellas caracterizada por una constante o número cuántico. De estas ecuaciones para caracterizar la forma del orbital se sigue la existencia de los tres primeros números cuánticos (N, L, M), el cuarto número cuántico no afecta en sí a la forma del orbital pero da cuenta de los posibles valores del espín de un electrón.
En un átomo no sometido a campos magnéticos, tanto el número cuántico magnético como el espín no influyen en su energía, pero si se aplica un campo magnético al átomo sus niveles energéticos pierden la degeneración y se produce un aumento en la energía de cada electrón proporcional a su número cuántico magnético. El número cuántico magnético podría interpretarse como un correlato aproximado de la dirección del momento angular orbital del electrón. El número cuántico magnético puede tomar valores enteros m que satisfacen -ℓ ≤ m ≤ ℓ, donde ℓ es el número cuántico azimutal, por tanto para cada nivel energético existen 2ℓ+1 posibles valores del número cuántico magnético.

## Derivación
Los físicos alemanes Otto Stern y Walther Gerlach probaron por primera vez la existencia del número cuántico magnético, al someter átomos a campos magnéticos intensos. Puesto que en cada orbital electrónico existe un momento magnético — en un campo magnético de esa órbita —, estará sujeto a un par que tiende a que el vector {\displaystyle \mathbf {L} } sea paralelo al campo. A la precesión de la órbita electrónica en un campo magnético se le denomina precesión de Larmor.
Para precisar el número cuántico m del campo magnético se ha de comenzar con el momento angular de un electrón atómico, L, que está relacionado con su número cuántico ℓ, mediante la ecuación siguiente:
donde {\displaystyle \hbar =h/2\pi } es la constante de Planck reducida. La energía de una onda es la frecuencia multiplicada por esta constante. Esto provoca la onda de visualización de partículas como paquetes de energía llamados cuantos (quanta). Para mostrar en el estado cuántico cada uno de los números cuánticos, las fórmulas relativas a estos incluyen la constante reducida de Planck, por lo que sólo permite determinados niveles de energía, o discretos o cuantizados.
Para demostrar que permite sólo ciertas cantidades discretas de momento angular, ℓ debe ser un número entero. El número cuántico m se refiere a la proyección del momento angular relativa a una dirección dada z. La componente del momento angular en esta dirección (z), Lz,  se determina mediante la fórmula siguiente:
Otra manera de plantear la fórmula del número cuántico magnético
es el valor propio:
.
Cuando el número cuántico ℓ es el subnivel, el número m magnético representa la cantidad de valores posibles de los niveles de energía disponibles de ese subnivel, como se muestra en la tabla de abajo.
| Relación entre números cuánticos | Relación entre números cuánticos                          | Relación entre números cuánticos |
| Orbital                          | Valores                                                   | Cantidad de valores de m         |
| -------------------------------- | --------------------------------------------------------- | -------------------------------- |
| s                                | {\displaystyle \ell =0,\quad m=0}                         | 1                                |
| p                                | {\displaystyle \ell =1,\quad m=-1,0,+1}                   | 3                                |
| d                                | {\displaystyle \ell =2,\quad m=-2,-1,0,+1,+2}             | 5                                |
| f                                | {\displaystyle \ell =3,\quad m=-3,-2,-1,0,+1,+2,+3}       | 7                                |
| g                                | {\displaystyle \ell =4,\quad m=-4,-3,-2,-1,0,+1,+2,+3,+4} | 9                                |

El número cuántico magnético determina el cambio de energía de un orbital atómico debido a un campo magnético externo. De ahí el nombre de número cuántico magnético (efecto Zeeman).
Sin embargo, el momento dipolar magnético real de un electrón en un orbital atómico ocurre no sólo desde el momento angular de electrones, sino también desde el giro (espín) del electrón, expresado en el número cuántico de este giro.